# 楽曲分析
楽曲分析（がっきょくぶんせき）は、その音楽がどう組み立てられているか調べることである。アナリーゼ（ドイツ語のAnalyse（分析））もしくはアナリシス（英語のanalysis（分析））ともいう。
- 一般的に楽曲がどう作られているか知る学問である｡作曲家にとっては、先行作品のあり方を自作にいかす、あるいは否定するために欠かせない。演奏家にとっても、曲の精神を理解するにとどまらず、複雑な作品を暗譜する上で深くかかわっている。
- 分析の方法論には多種多様があるが、本来欧米では音が最終的に一つ一つの原子になるまで完全にばらしてから、すべてに説明がつくように徹底し、再構築しながらすべての組み合わせを論じるので、現代音楽の場合は一曲のためにゆうに半年かけることもまれではない｡

## 古典的な分析
- 古典的な分析では、メロディーや動機の状態の説明から始め、次第にその発展や経過を言葉で説明し、必要があれば音譜を表に書いたり、グラフにしたりしてわかりやすく示す。
- 次にそれに付く伴奏系の和音構成や和音連結・機能・非和声音などを解説する。
- ポリフォニーがある場合はそのフガートやカノンなどの配置・変形の説明をし、最後には全体的な構成にまで展開する。できるならば図形化して説明する方が理解されやすい。

## 現代音楽の分析
現代音楽の分析では、まず音の高さの要素が問われる。近年の作曲家の主な使用語法を挙げる。
- 五音音階
- 多調
- 12音列
- 無調
- 偶然
- モード
- 不確定の音程
- 倍音スペクトル
- フィボナッチ数列
- 旋法
- クラスター
- ノイズ
- 微分音
- グリッサンド
- 12平均律

特にセリエル系の12音列は色を使って表にするのが最も望ましい。
音の長さ・強さ・音色なども一定の特徴がある。
- 旋律の方向はセリエル音楽の場合、組織化されているので、最初の音高同様に表にしそのパラメーターどうしの係わり合いを示す。
- 和音構成によるものはその音の組み合わせの由来を完全に明確にする。
- また様々なリズムや強弱・音色などの組み合わせによるキャラクターなどもここでは明らかにしなければいけない。
- 微小な特徴の分析に振り回されないで、小さな単位構成を理解した後は、全体的な形式に言及する。
- またノイズによる場合は、なぜ雑音を使うのかを明らかにしてから始め、変奏や変容があるならばどの部分がどのように変化されたか、付け足されたか、省略されたかを明白にする。